# Chinese kool
Chinese kool (Brassica rapa var. pekinensis synoniemen: Brassica pekinensis, Brassica campestris) is een plant die behoort tot de kruisbloemenfamilie (Cruciferae of Brassicaceae). Het is een snel groeiende kool, die oorspronkelijk afkomstig is uit China. De kool wordt in China (rond Peking), Japan, Noord- en Zuid-Korea en Taiwan op grote schaal geteeld.
Chinese kool heeft bladeren met brede nerven.

## Teelt
Voor de vroege vollegrondsteelt wordt begin april gezaaid en worden de planten bij een hoge temperatuur (eerste week 25 en tweede week 20 °C) opgekweekt. De oogst valt dan in juni. Bij te laat oogsten vormt de plant een bloeistengel.
Bij de normale teelt wordt in verband met doorschieten vanaf half juli tot begin augustus gezaaid en half oktober tot begin november geoogst. De kool verdraagt enige vorst. De rijafstand bedraagt 45 cm en in de rij is de plantafstand 35 cm. De kool kan vier tot acht weken bewaard worden.
Ook vindt er in Nederland voor de vroegste teelt enige teelt onder glas plaats, waarvoor alleen de Japanse hybriden worden gebruikt. Het gewicht van deze kolen bedraagt 800 tot 1200 gram.

## Rassen
Er zijn verschillende typen zoals Chinese gele (Pe-tsai), Cantonner Witkrop en Wong Bok.
In Nederland worden twee typen rassen geteeld:
- Japanse hybriden die een 30 cm lange korte en brede, gesloten kool vormen
- Cantonner Witkroptype (Granaattype) dat een 50 cm lange slanke, open kool vormt. Dit is het oudste in Nederland geteelde type.
  - Ras: Granaat
  - Ras: Torpedo

## Ziekten

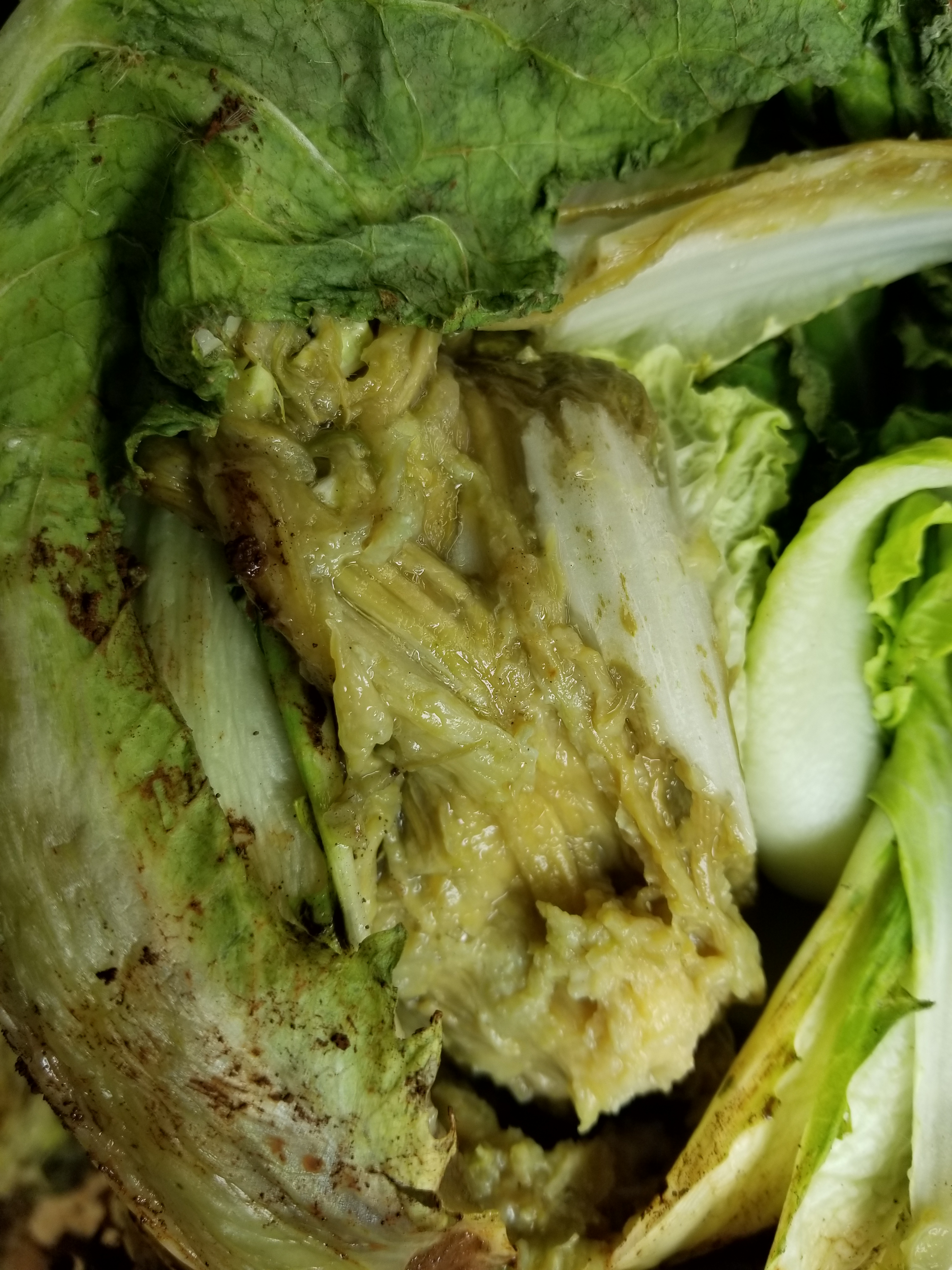
Chinese kool aangetast door Erwinia carotovora subsp. carotovora

Chinese kool is zeer vatbaar voor knolvoet (Plasmodiophora brassicae) en gevoelig voor rand. Daarnaast kan de bacterieziekte natrot (Erwinia carotovora subsp. carotovora) en de schimmel bladvlekkenziekte (Alternaria brassicola en A. brassicae) optreden.

## Gebruik
Chinese kool heeft geen koolsmaak en kan zowel rauw als gekookt worden gegeten. De smaak is het beste als de kool beetgaar is wat na 10 minuten koken al bereikt wordt. In de koelkast kan Chinese kool tot 2 weken bewaard worden, ook als deze doormidden is gesneden.
In Korea wordt deze kool gefermenteerd gebruikt als hoofdingrediënt voor het nationale gerecht kimchi.

## Inhoudsstoffen
De voedingswaarde van 100 gram verse Chinese kool is:
| Energetische waarde | 81 kJ    |
| Koolhydraten        | 2,5 gram |
| Eiwit               | 1 gram   |
| Vet                 | 0,0 gram |
| Vitamine C          | 10 mg    |
| Vitamine B1         | 0,03 mg  |
| Vitamine B2         | 0,04 mg  |
| Calcium             | 125 mg   |
| IJzer               | 0,5 mg   |

... · 
B. campestris (Raapstelen) · 
B. carinata (Ethiopische mosterd, Abessijnse mosterd of Abessijnse kool) · 
B. juncea (Sareptamosterd) · 
B. napobrassica (Koolraap) · 

B. napus (Koolzaad) · 
B. napus subsp. napus (Duizendkoppige kool) · 

B. nigra (Zwarte mosterd) · 

B. oleracea (Kool) · 
B. oleracea var. acephala (Sierkool) · 
B. oleracea convar. acephala alef. var. gongylodes (Koolrabi) · 
B. oleracea convar. acephala var. laciniata (Boerenkool) · 
B. oleracea convar. acephala var. medullosa (Duizendkoppige kool) · 
B. oleracea var. alboglabra (Kailan of Chinese broccoli) · 
B. oleracea var. medullosa (Mergkool) · 
B. oleracea var. botrytis (Bloemkool) · 
B. oleracea convar. botrytis var. botrytis (Romanesco) · 
B. oleracea convar. botrytis var. cymosa (Broccoli) · 
B. oleracea var. capitata (Sluitkool) · 
B. oleracea convar. capitata var. alba (Wittekool) · 
B. oleracea convar. capitata var. rubra (Rodekool) · 
B. oleracea convar. capitata var. sabauda (Savooiekool) · 
B. oleracea var. costata (Tronchuda-kool) ·  
B. oleracea convar. oleracea var. gemmifera (Spruitkool) · 
B. oleracea var. oleracea (Wilde kool) · 
B. oleracea var. palmifolia (Palmkool) ·
B. oleracea var. viridis (Galicische kool) ·  

B. rapa (Raapzaad, Knolraap) · 
B. rapa var. chinensis (Paksoi) · 
B. rapa var. pekinensis (Chinese kool) · 
B. rapa var. rapa (Stoppelknol) · 
...